# Nebraska
 For alternative betydninger, se Nebraska (flertydig). (Se også artikler, som begynder med Nebraska)
Nebraska er en delstat i USA med 1.961.504(2020) indbyggere. Den ligger på de store sletter øst for Rocky Mountains. Navnet Nebraska stammer fra det indianske chiwere-ord, der betyder "fladt vand", inspireret af Platte-floden som gennemløber delstaten. Engang blev Nebraska omtalt som værende en del af Den Store Amerikanske Ørken, men i dag er Nebraska blevet en førende delstat indenfor landbrug. Beboerne i Nebraska har forsket i videnskabeligt landbrug for at kunne opdyrke Nebraskas prærie – og det er lykkedes. Meget af delstatens historie er formet af alle farmerne som kom hertil og bor her. Til daglig omtales beboere af delstaten Nebraska som cornhuskers (majsskaller).

## Geografi
Nebraska omgives af South Dakota mod nord, Iowa mod øst, Missouri mod sydøst på den anden side af Missouri-floden, Kansas mod syd, Colorado mod sydvest og Wyoming mod vest. Nebraska består af 25 ”counties” (amter).
Nebraska består af to større regioner: 
De Store Sletter dækker størstedelen er det vestlige Nebraska. De Store Sletter kan opdeles i flere mindre, varierede regioner, bl.a. The Sandhills, Pine Ridge-regionen, Rainwater-bassinet, De Høje Sletter og Wildcat Hills. Panorama Point er Nebraskas højeste punkt, 1.653 meter over havet. Trods navnet og højden, er den kun en lille forhøjning nær Colorado- og Wyoming-grænserne.
Et tidligere turist-slogan fra Nebraska var Hvor Vesten Starter. Der blev desuden sat nogle faste linjer for præcis hvor den begyndte: Missouri-floden, krydset mellem 13. gade og O-gaden i Lincoln, 100-meridianen og nationalparken Chimney Rock.
Områder, der er under administration af National Park Service:
- Agate Fossil Beds National Monument
- California National Historic Trail
- Chimney Rock National Historic Site
- Homestead National Monument of America
- Lewis & Clark National Historic Trail
- Missouri National Recreational River
- Mormon Pioneer National Historic Trail
- Niobrara National Scenic River
- Oregon National Historic Trail
- Pony Express National Historic Trail
- Scotts Bluff National Monument

## Klima
To større klimatyper er repræsenteret i Nebraska: De østligste to tredjedele af delstaten udgøres af fastlandsklima, mens den sidste vestlige tredjedel udgøres af steppeklima. Hele delstaten oplever store variationer i temperaturen og nedbøren fra årstid til årstid. Gennemsnitstemperaturen er meget ensformig over hele Nebraska, men nedbøren varierer meget: De sydøstligste egne af delstaten får i gennemsnit 800 mm nedbør om året, mens de vestlige egne får omkring 350 mm. Snefaldet er derimod meget ensformigt, da hele delstaten i gennemsnit får 650 til 900 mm sne årligt.
Nebraska ligger i Tornado Alley, et område i USA, hvor der er specielt stor tornado-aktivitet. Tordenbyger er normale om foråret og om sommeren. Chinook-vindene fra Rocky Mountains har en formildende effekt på temperaturen, dog er den kun midlertidig og er kun til stede i vintermånederne.
Amerikas naturfredningsforening, National Wildlife Federation, har afgjort, at den globale opvarmning kan have en negativ indvirkning på Nebraskas natur og økonomi, da den fremmer tørke og forlænger de smittebærende mygs aktive sæson.

## Historie
Med Kansas-Nebraska bekendtgørelsen fra d. 30. maj 1854 opstod de to territorier Kansas og Nebraska, delt af breddegraden 40 grader nordlig bredde. Nebraskas hovedstad blev samtidig bestemt til at være Omaha.
I 1860'erne kom den første bølge af nybyggere til Nebraska. De var ude efter at bosætte sig på al det gratis land, der var opstået som følge af Kansas-Nebraska bekendtgørelsen. Mange af de første nybyggere byggede deres huse ud af rullegræs, fordi de ikke kunne finde nok træer til husene i området.
Nebraska blev først officielt en delstat i 1867, kort efter den amerikanske borgerkrig. Nebraska blev den 37. delstat i USA. Samtidig blev hovedstaden flyttet fra Omaha til Lancaster, der senere skulle blive omdøbt til Lincoln efter den myrdede præsident Lincoln. 
I 1918 blev alkohol, ligesom i resten af USA, forbudt i Nebraska.
Nebraska har en lang tradition for borgerrettighedsforkæmpere. Det startede i 1912 med dannelsen af en sammenslutning, der skulle give farvede mennesker flere rettigheder.

## Demografi
Befolkningstal i Nebraska:
- 1860: 28.841
- 1870: 122.993
- 1880: 452.402
- 1890: 1.062.656
- 1900: 1.066.300
- 1910: 1.192.214
- 1920: 1.296.372
- 1930: 1.377.963
- 1940: 1.315.834
- 1950: 1.325.510
- 1960: 1.411.330
- 1970: 1.483.493
- 1980: 1.569.825
- 1990: 1.578.385
- 2000: 1.711.263

I 2006 havde Nebraska et anslået befolkningstal på 1.768.331, hvilket er 10.168, eller 0,6%, større end 2005, eller 57.066 (3,4%) større end 2004. Dette tal udgøres af en naturlig tilgang på 65.881 (160.471 fødsler minus 94.590 dødsfald) og et fald på 5.233 mennesker, der er udflyttet fra delstaten (26.224 nye mennesker kom til delstaten fra områder uden for USA, mens 31.457 valgte at fraflytte Nebraska)
I 2004 bestod Nebraskas befolkning af omkring 84.000 mennesker, der blev født uden for USA’s grænser (4,8% af befolkningen).
De fem største mindretalsgrupper i Nebraska er tysk-amerikanere (38.6 %), irsk-amerikanere (12,4%), engelsk-amerikanere (9,6 %), svensk-amerikanere (4,9 %) og tjekkisk-amerikanere (4,9 %).
Nebraska har den største tjekkisk-amerikanske befolkning (i forhold til den samlede befolkning) i USA. Tysk-amerikanere er den største mindretalsgruppe i det meste af staten, specielt i de østlige egne. Thurston County (der udgøres 100% af Omaha-stammen og Winnebago-stammen) har en oprindelig amerikansk befolkningsmajoritet, og Butler County er en af kun to counties i USA med et tjekkisk-amerikansk befolkningsflertal.

### Flugten fra landet
89% af byerne i Nebraska har et befolkningstal på under 3.000. Nebraska deler denne karakteristik med flere andre delstater i midt-vesten, herunder Kansas, Oklahoma, North Dakota, South Dakota og Iowa. Hundredvis af byerne har en befolkning på under 1.000 mennesker.
53 af Nebraskas 93 counties rapporterer om faldende befolkningstal i perioden 1990 til 2000, varierende fra et fald på 0,06% (Frontier County) til et fald på 17,04% (Hitchcock County). Mens mange områder af delstaten lider økonomisk, kan andre bryste sig af en fremgang på grund af urbaniseringen. I år 2000 havde byen Omaha således en befolkning på 390.007, mens den i 2005 var vokset til ca. 414.521, en stigning på 6,3% på fem år. Byen Lincoln havde en befolkning på 225.581 mennesker i 2000, og en anslået befolkning på 239.213 i 2005. Det er en stigning på 6% over 5 år.
Urbaniseringen og flugten fra landområderne har også en indflydelse på skolerne, og mange af skolerne på landet er nødt til at slå sig sammen for at kunne fungere.

### Religion
De religiøse tilhørsforhold i Nebraska er:
- Kristendom– 90%
  - Protestanter– 61%
    - Lutheranere– 16%
    - Metodister– 11%
    - Baptister – 9%
    - Presbyterianere– 4%
    - Andre protestanter – 21%

  - Romersk-katolske – 28%
  - Andre katolske – 1%
- Andre religioner – 1%
- Ikke religiøse – 9%

## Økonomi
Nebraskas bruttonationalprodukt var i 2004 68 milliarder dollars. En voksen person i Nebraska tjente i gennemsnit 31.339 dollars om året i 2004. Det var nok til en placering som nr. 25 i USA.
Engang blev Nebraska opfattet som en del af Den Store Amerikanske Ørken, men nu er delstaten blevet en ledende landbrugsstat. Nebraska-beboerne har forsket i teknologisk landrug for at omdyrke Nebraskas prærie til et område fyldt med bondegårde. Meget af delstatens historie har haft indflydelse af den ordinære Nebraska-bonde.
Nebraska har en stor landbrugssektor, og er national leder af produktionen af oksekød, svinekød, majs og sojabønner. Andre vigtige økonomiske sektorer er fragt, transport, telekommunikation, fremstilling, informationsteknologi og forsikringer.
Nebraska har 4 personskatsinddelinger, der går fra 2,56 % til 6,84 %. Nebraska har en butiksskat på 5,5 %, og desuden har nogle byer i Nebraska en speciel butiksskat, der går til byens pengekasse. Der må dog max kræves 1,5% i denne slags skat. Ét amt i Nebraska, Dakota County, kræver en omsætningsskat. Alle huse i Nebraska kan blive beskattet, med mindre de specifikt er fritaget. Siden 1992 er det kun personlig ejendom, der kan devalueres, der bliver beskattet. Al anden personlig ejendom er frataget fra skat. Arveskat bliver fratrukket i countyet.

## Transport

### Jernbaner
Nebraska har en stolt jernbanetradition. Union Pacific Railroad-firmaet, der har hovedkvarter i Omaha, blev stiftet den 1.juli 1862. Den første transkontinentale jernbane, der går på tværs af kontinentet, går gennem Nebraska. 
Andre store togoperatører i Nebraska er:
- Amtrak
- BNSF Railway
- Dakota, Minnesota and Eastern Railroad
- Iowa Interstate Railroad

## Veje og highways
Interstatehighways I Nebraska er:
- Interstate 76 (west)
- Interstate 80
- Interstate 129
- Interstate 180 (Nebraska)|
- Interstate 480 (Iowa-Nebraska)
- Interstate 680 (Iowa-Nebraska)

U.S. Routes i Nebraska er:
- U.S. Route 6
- U.S. Route 20
- U.S. Route 26
- U.S. Route 30
- U.S. Route 34
- U.S. Route 73
- U.S. Route 75
- U.S. Route 77
- U.S. Route 81
- U.S. Route 83
- U.S. Route 136
- U.S. Route 138
- U.S. Route 159
- U.S. Route 183
- U.S. Route 275
- U.S. Route 281
- U.S. Route 283
- U.S. Route 385

## Lov og regering
Der er for få eller ingen kildehenvisninger i denne artikel, hvilket er et problem. Du kan hjælpe ved at angive troværdige kilder til de påstande, som fremføres i artiklen.

Nebraskas regering arbejder under rammerne af Nebraskas forfatning, der blev vedtaget i 1875. Regeringen er opdelt i tre grene: den udøvende, den lovgivende og den dømmende magt (ligesom i Danmark).
Overhovedet for den udøvende magt er guvernør Pete Ricketts. Andre folkevalgte embedsmænd i den udøvende afdeling er viceguvernør Mike Foley, justitsminister Doug Peterson, udenrigsminister John A. Gale, skatteminister Don Stenberg og statsrevisor Charlie Janssen. Alle de folkevalgte embedsmænd vælges for en 4-årig periode.
Nebraska er den eneste delstat i USA med en enkeltkammer-baseret (i modsætning til dobbeltkammer-baseret) lovgivende afdeling. Selv om dette kammer officielt er døbt Nebraskas Lovgivningsmagt, bliver den normalt kaldt The Unicameral, og medlemmerne kalder stadig sig selv for senatorer. Nebraskas lovgivningsmagt er samtidig den eneste lovgivningsmagt i USA, der opererer uden partiopdeling. Senatorerne vælges uden en parti-angivelse ved siden af deres navn på afstemningssedlen. Taleren og udvalgsmedlemmerne vælges løst, så medlemmer af et hvilket som helst parti kan (og bliver ofte) valgt til disse stillinger. Nebraskas lovgivningsmagt kan også vælge at overhøre en guvernørs veto med en tre femtedeles flertal, i modsætning til den to tredjedeles grænse der er i andre delstater.
Nebraskas Lovgivningsmagt holder sine møder i den tredje Nebraska State Capitol-bygning, bygget mellem 1922 og 1932.

### Dobbeltkammer kontra enkeltkammer
I mange år talte senator George Norris og andre Nebraska-beboere varmt for ideen om en enkeltkammeret lovgivningsmagt. Han forlangte, at forslaget skulle bestemmes ved en folkeafstemning. George Norris sagde:
Opbygningen af vores delstater baseres på ideen om, at der kun er én klasse. Hvis dette er sandt, giver det ikke mening at få den samme ting gjort to gange, specielt hvis det skal gøres af to hold embedsmænd valgt på den samme måde, der har den samme retskreds.
Enkammer-tilhængere sagde også, at en dobbeltkammer-baseret lovgivende magt havde et markant udemokratisk træk i de komiteer, der forliger de to kamre. Stemmerne i disse komiteer var hemmelige, og de ville nogle gange tilføje en bestemmelse til lovforslag, som ingen af kamrene havde godkendt. Nebraskas enkeltkammerede lovgivningsmagt har i dag regler om, at lovforslag kun kan omhandle ét emne, og der skal gives mindst fem dages betænkningstid.
Endelig i 1934, på grund af det budgetmæssige pres fra depressionen, blev Nebraskas enkelt-kammer-baseret lovgivningsmagt sat i kraft af staten. Det kom til udtryk ved at The Assembly blev nedlagt – som tidligere fortalt bliver Nebraskas Lovgivningsmagts medlemmer omtalt som senatorer.
Det juridiske system i Nebraska er samlet, med Nebraskas højesteret som den højeste retsinstans. Nebraskas laveste retsinstanser er county-retterne, der er grupperet i 12 distrikter (der indeholder én eller flere counties). I disse grupper findes endnu en retsinstants, distriksretterne. Nebraskas appeldomstol hører appeller fra distriksretterne, ungdomsretten og arbejdskompensationsretten. Endelig er der Nebraskas højesteret, der er den højeste retsinstans i Nebraska.
I Nebraska er dødsstraf tilladt, og den eneste henrettelsesmetode er den elektriske stol. Dog er henrettelser i Nebraska meget sjældne – der er ikke blevet henrettet én eneste i det 21. århundrede. Nebraska overvejer kraftigt at droppe dødsstraffen.

### Repræsentation i USA's Kongres
Nebraskas to senatorer er Ben Sasse og Deb Fischer, begge republikanere. Nebraska har tre repræsentanter i Repræsentanternes Hus: Jeff Fortenberry, Lee Terry og Adrian M. Smith.

### Nebraskas politik
I det meste af Nebraskas historie har delstaten været en Republikansk stat. Republikanerne har haft flertal i delstaten ved præsidentvalg undtagen ét siden 1940 (det eneste valg, der ikke havde republikansk flertal var Lyndon B. Johnsons valgsejr). Ved præsidentvalget 2004 vandt George W. Bush 5 stemmer med en 33% margen til nærmeste modstander, med 65,9% af alle stemmerne. Kun Thurston County stemte for John Kerry. 
Trods den nuværende republikanske domination af Nebraskas politik har delstaten en lang tradition for at vælge centrale medlemmer af begge partier til både USA's Kongres og selve delstatens senat. Denne tradition vises tydeligt af Nebraskas nuværende senatorer: republikaneren Chuck Hagel opfattes som en uortodoks partitilhænger internt i partiet, mens demokraten Ben Nelson opfattes af nogle som det mest konservative medlem af hans parti i senatet.

## Vigtige byer
Alle befolkningstal er “United States Census Bureau”s 2004-vurderinger.

### Største byer
| 100.000+ befolkning                   | 10.000+ befolkning | 10.000+ befolkning |
| ------------------------------------- | --- | --- |
| - Omaha – 422.713 - Lincoln – 236.146 | - Bellevue – 47.347 - Grand Island – 44.287 - Kearney – 28.640 - Fremont – 25.272 - Norfolk – 24.072 - North Platte – 23.944 - Hastings – 23.404 | - Columbus – 20.881 - Papillion – 19.497 - Scottsbluff – 14.767 - La Vista – 14.685 - Beatrice – 12.963 - South Sioux City – 12.142 - Lexington – 10.056 |

### Byområder
| Store områder | Mindre områder                                                                                           | Mindre områder                                                                                          |
| --- | --- | --- |
| - Omaha-Council Bluffs – 683.705 (Nebraska del), 813.170 (både for Nebraska og Iowa) - Lincoln – 275.820 - Sioux City, Iowa – 26.722 (Nebraska del) | - Grand Island – 69.685 - Kearney – 50.286 - Norfolk – 49.964 - Hastings – 37.691 - Scottsbluff – 37.393 | - North Platte – 36.213 - Fremont – 36.066 - Columbus – 31.245 - Lexington – 26.566 - Beatrice – 23.436 |

### Andre områder
- Grand Island, Hastings og Kearney udgør Tri-City-området
- Det nordøstlige hjørne af Nebraska er en den af Siouxland-regionen

## Uddannelse

### Colleges og universiteter
| University of Nebraska system - University of Nebraska-Lincoln - University of Nebraska at Kearney - University of Nebraska at Omaha - University of Nebraska Medical Center - Nebraska College of Technical Agriculture Nebraska State College System - Chadron State College - Peru State College - Wayne State College | Private colleges/universities - Bellevue University - Clarkson College - College of Saint Mary - Concordia University, Seward\|Concordia University - Creighton University - Dana College - Doane College - Grace University - Hastings College - Midland Lutheran College - Nebraska Christian College - Nebraska Methodist College - Nebraska Wesleyan University - Summit Christian College - Union College of Lincoln\|Union College - York College (Nebraska)\|York College | Nebraska Community College Association - Central Community College - Little Priest Tribal College - Metropolitan Community College (Omaha)\|Metropolitan Community College - Mid-Plains Community College - Nebraska Indian Community College - Northeast Community College - Southeast Community College - Western Nebraska Community College |

## Sport
- Professionelle sportsklubber
  - Lincoln Capitols – Indendørs amerikansk fodbold
  - Lincoln Saltdogs – Baseball
  - Lincoln Thunder Basketball
  - Omaha Ak-Sar-Ben Knights – Ishockey
  - Omaha Beef – Ishockey
  - Omaha Royals – Baseball
- College-klubber
  - Creighton Bluejays – Blandet
  - Nebraska Cornhuskers – Blandet
  - Nebraska at Omaha Mavericks – Ishockey
- Juniorsport
  - Lincoln Stars – Ishockey
  - Omaha Lancers – Ishockey
  - Tri-City Storm – Ishockey

## Trivia
- Den største Powerball (Amerikansk lotteri)-gevinst blev vundet den 6. februar 2006. Den var på 365 millioner dollars, og blev delt mellem 8 arbejdere på en fødevarefabrik i Lincoln.
- Det siges, at Nebraska er den delstat i USA, der har flest kilometer flod.
- Nebraska-beboere kaldes Cornhuskers.
- Verdens største train-yard (område til opbevaring af tog o.l.), Bailey Yard, ligger i North Platte i Nebraska.
- Det siges, at gyngen i Hebron bypark i Nebraska er verdens største. Den er stor nok til at bære 18 voksne eller 24 børn.